# نل ون ولیت
نل ون ولیت (به انگلیسی: Nel van Vliet) (زادهٔ ۱۷ ژانویه ۱۹۲۶) شناگر اهل هلند است.